# Klášter Světce
Paulánský klášter ve Světcích u Tachova byl vystavěn ve druhé polovině 17. století. Za josefínských reforem byl klášter zrušen a komplex pak získal rod Windischgrätzů. Pokusili se konvent s kostelem Čtrnácti svatých pomocníků přestavět na honosný zámek, stavbu se však nepodařilo nikdy dokončit. Zůstaly z ní romantické zříceniny, chráněné jako kulturní památka.

## Historie
Již dávno před vznikem kláštera stával ve Světcích kostel, v pramenech je však řada nejasností a rozporů, které se týkají jeho nejstarších dějin. Roku 1427 byl poškozen husity.
Za třicetileté války byli držiteli tachovského panství válečný dobrodruh, plukovník Johann Filip Husmann z Namedy a jeho manželka Amálie, rozená z Donína. Podle darovacího dopisu zakladatelé darovali řádu paulánů finance 40 000 zlatých, na stavby dalších 10 000 zlatých a pozemky kolem zchátralého kostela ke stavbě kláštera pro 12 řeholníků. Pauláni byli zvoleni proto, že jejich přímluvou u císařského dvora ve Vídni byl Husmannovi prominut trest.
Pozemky zdánlivě opuštěné ale patřily křižovníkům. Mezi řády tak vznikl spor, který musel řešit pražský arcibiskup Arnošt Harrach (jenž byl zároveň velmistrem řádu křižovníků) v křižovnické kapitule. 15. srpna 1641 proběhlo slavnostní předání kostela provinciálovi řádu paulánů G. N. Faggimu za přítomnosti tachovského děkana a křižovníka. Přesto se spor táhl ještě v padesátých letech 17. století. Pauláni se pustili do stavby kláštera mimo sporný pozemek. Vybudovali jej v letech 1656–1669, stavbu řídil pravděpodobně pražský stavitel Šimonem Pánek Panetius/Pucina.

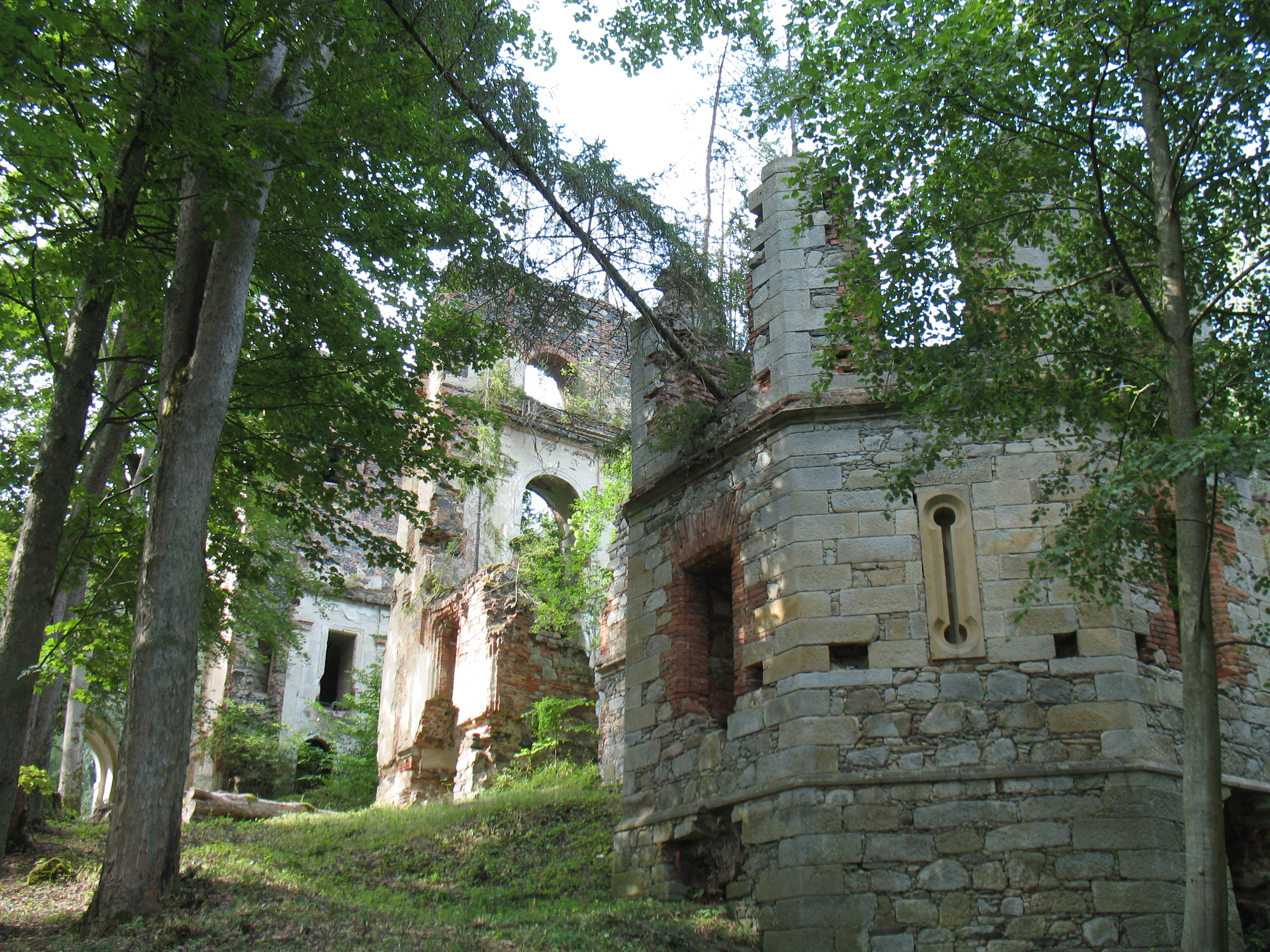
Ruiny nedostavěného Windischgrätzova zámku

Klášterní kostel vznikl o několik let později, v období 1671–1674 za nového majitele panství Jana Filipa, hraběte Losyho z Losinthalu. Chrám se dvěma věžemi, zasvěcený Čtrnácti svatým pomocníkům, byl patrně dílem italského architekta Giovanniho Domenica Orsiho. Pauláni se pak s křižovníky smířili. Starý kostel jim předali, zřejmě pak byl ale zbořen a použit na stavební materiál.
Dne 19. února 1729 poškodil klášter požár, poté byl kromě pravé věže opraven, věž rekonstruována roku 1756. V květnu 1787 však byla paulánská komunita zrušena, třináct řeholníků bylo posláno do penze.
Světce tehdy získal Josef Mikuláš Windischgrätz. Nový majitel kostel nechal používat jako skladiště a klášter dal upravit na sídlo svých úředníků. Jeho potomek, generál Alfred Windischgrätz, se v letech 1857-1861 snažil konvent radikálně přestavět na výstavný romantický zámek. Současně stavěl i blízkou jízdárnu. Když Alfred v roce 1862 zemřel, jeho syn už neměl zájem ve finančně náročné stavbě pokračovat. Nebyla proto nikdy dokončena. Na konci druhé světové války ji navíc sežehl požár.